# Федосиенко, Сергей Алексеевич
Сергей Алексеевич Федосиенко (род. 31 июля 1982 года) — российский пауэрлифтер.

## Карьера
Впервые попал на тренировку по пауэрлифтингу в 1998 году. Благодаря регулярным тренировкам быстро прогрессировал, и к 2000 году при весе 45 кг набирал сумму 435 кг (150 + 110 + 175).
В 2000 году поступил в Новосибирский государственный аграрный университет, где учился на агронома. Параллельно с учёбой посещал знаменитый спортивный клуб «Сибирский медведь», которым руководил Игорь Беляев. Под руководством И.Беляева уже в декабре 2001 года Сергей выступил на турнире «Центр Азии» и занял первое место с результатом 510 кг в сумме (200-110-200).
В 2002 году на чемпионате России среди юниоров, проходившем в Новокузнецке, Сергей победил с результатом 540 кг (205-130-205). Побеждает на юниорском чемпионате Европы в Венгрии. В том же году на чемпионате мира среди юниоров в Сочи С. Федосиенко установил мировой рекорд среди юниоров, набрав в сумме 582,5 кг (225-140-217,5).
В марте 2003 года Федосиенко смог победить на чемпионате России с результатом 592,5 кг (235-135-222) и был зачислен в сборную России среди взрослых.
Уже в мае 2003 года на чемпионате Европы среди мужчин Сергей обошёл восьмикратного чемпиона мира Анджея Станашека. В сумме троеборья у Федосиенко получилось 615 кг – новый мировой рекорд. При этом Анджей Станашек закончил выступление с суммой 612,5 кг.
В том же году на чемпионате мира Анджей Станашек устанавливает мировой рекорд — 627,5 кг (305,5-182,5-145), но Сергей Федосиенко, не менее нацеленный на победу, набирает 650 кг (250-162,5-237,5).
В 2004 году на чемпионате России в Красноярске побеждает с суммой 670 кг. А на чемпионате Европы ему хватает и 655 кг для очередного золота. В Кейптауне на чемпионате мира Сергей завоевал чемпионский титул с суммой 665 кг.
На чемпионате России 2005 года в Казани Федосиенко покорились 687,5 кг, и рекорд России превзошёл мировой рекорд. 
На чемпионате Европы EPF по пауэрлифтингу проходившему 19 мая 2005 года в Hamm, Сергей побеждает с суммой 680 кг., устанавливая рекорды Европы и Мира как в сумме, так и в отдельных движениях пауэрлифтинга. Однако, за употребление допинга Сергей был дисквалифицирован, рекорды и результат соревнований были аннулированы Архивная копия от 24 июня 2019 на Wayback Machine.
После чемпионата Европы 2005 года Сергей отбывал двухлетнюю дисквалификацию.
Вернувшись в 2007 году в уже в категорию до 56 кг, он становится чемпионом мира с новым рекордом 700 кг.
В 2008 году с помощью Сергея рекорд России (712,5 кг) вновь обгоняет мировой. Лишь на чемпионате мира 2009 года Сергей установит мировой рекорд 715 кг.
Чемпионат мира 2010 года приносит новый мировой рекорд — 720 кг. В Пльзене (Чехия) на чемпионате мира 2011 года Сергей устанавливает новый рекорд — 730 кг.    
Один из ведущих пауэрлифтеров мира. Десять раз становился чемпионом мира. На Всемирных играх 2013 года победил в лёгком весе.

## Рекорды
Обладатель трёх действующих рекордов мира в категории до 59 кг:
- Приседание — 300.0 кг	(03.11.2014, Орора)
- Жим лёжа — 201.0	(03.11.2014, Орора)
- Сумма — 761.0	(03.11.2014, Орора)

## Спортивный разряд
Заслуженный мастер спорта России

## Тренерская работа
Успешно сочетает спортивные выступления с тренерской работой. Им подготовлено 2 мастера международного класса и несколько мастеров России. Работает на кафедре физического воспитания НГАУ. Руководит сборной Новосибирской области. Также является спортсменом-инструктором отделения пауэрлифтинга Новосибирского центра высшего спортивного мастерства.
Исполнительный директор Федерации пауэрлифтинга Новосибирской области.

## Воспитанники
- Валентина Верменюк (род. 1986) — чемпионка мира, многократная чемпионка Европы, многократная чемпионка России, мсмк.
- Алексей Сорокин (род. 1985) — двукратный чемпион мира, чемпион и призёр Европы, многократный чемпион России, мсмк.
- Константин Макаров (род. 1991) — мс, бронзовый призёр чемпионата Европы, победитель и призёр первенств мира, Европы и России.
- Владислав Терещенко (род. 1996) — мс, победитель и призёр первенства мира, победитель первенства России. Тренером которого являлся Ерлин Александр Николаевич.